# Skržice
Skržice jsou malá vesnice, část obce Soběsuky v okrese Kroměříž. Nachází se asi 1 km na západ od Soběsuk. Obcí prochází železniční trať Kroměříž - Zborovice, silnice II/432 a protéká říčka Kotojedka. Je zde evidováno 34 adres. Trvale zde žije 57 obyvatel. Součástí obce je i osada Olšina s bývalým mlýnem a pilou na říčce Kotojedce.
Skržice je také název katastrálního území o rozloze 1,08 km2.
Nachází se zde zvonice.

## Název
Základem jména vesnice bylo osobní jméno Skrha, domácká podoba některého jména začínajícího na Skrb- (např. Skrbimir; šlo o slovesný kořen s významem "rmoutit se"). Výchozí podoba Skržici byla pojmenováním obyvatel vsi a znamenala "Skrhovi lidé".

## Obyvatelstvo

### Struktura
Vývoj počtu obyvatel za celou obec i za jeho jednotlivé části uvádí tabulka níže, ve které se zobrazuje i příslušnost jednotlivých částí k obci či následné odtržení.

## Kultura
Kromě úřadovny obecního úřadu je občanům k dispozici kulturní dům se společenskou místností, fotbalové hřiště a dětský koutek.

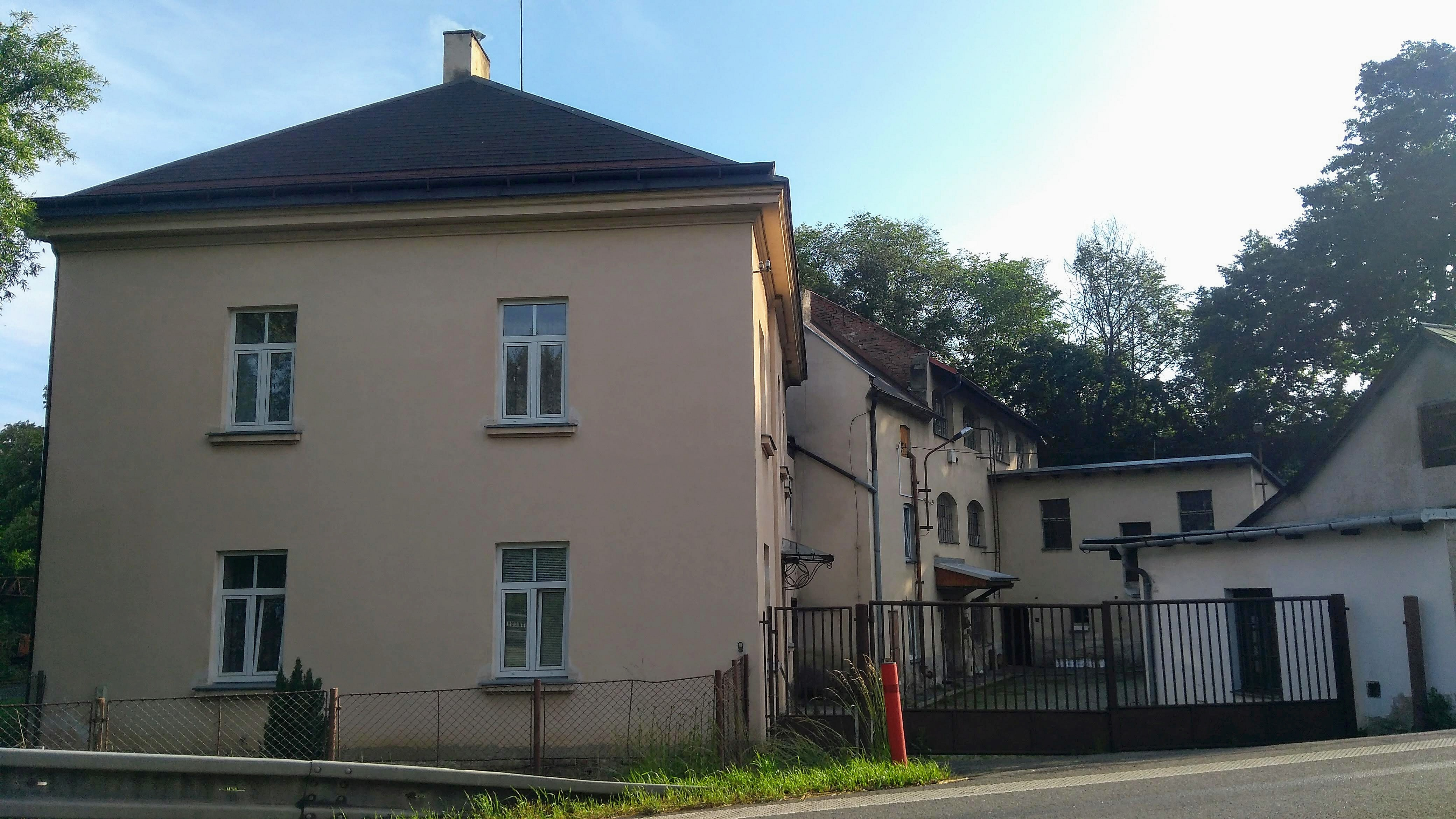
Bývalý mlýn s pilou v osadě Olšina

| Místní části   | Místní části | 1869 | 1880 | 1890 | 1900 | 1910 | 1921 | 1930 | 1950 | 1961 | 1970 | 1980 | 1991 | 2001 | 2011 |
| -------------- | ------------ | ---- | ---- | ---- | ---- | ---- | ---- | ---- | ---- | ---- | ---- | ---- | ---- | ---- | ---- |
| Počet obyvatel | část Skržice | 121  | 121  | 129  | 135  | 151  | 162  | 145  | 133  | 136  | 116  | 83   | 52   | 57   | 64   |
| Počet domů     | část Skržice | 21   | 25   | 26   | 29   | 28   | 29   | 32   | 34   | -    | 30   | 26   | 28   | 29   | 31   |